# Többnyelvű országok és térségek listája
Ez egy – nem teljes – lista azon országokról és területekről, ahol társadalmi vagy egyéni szinten többnyelvűség uralkodik.
A társadalmi és az egyéni kétnyelvűség vagy többnyelvűség között különbség van. Sok ország, mint például Belgium, mely hivatalosan többnyelvű, egynyelvű lakosokkal is rendelkezhet. Másfelől a hivatalosan egynyelvű országok, mint például Franciaország, többnyelvű lakosokkal is rendelkezik.

## Afrika

### Közép-Afrika
- Csád – francia és arab (hivatalos) + több mint 100 törzsi nyelv
- Egyenlítői Guinea – spanyol, francia és portugál
- Kamerun – angol és francia (hivatalos) + kameruni pidzsin, baszaa, bikja, bung, fula, kanuri, ngumba, jeni, bamum
- Kongói Demokratikus Köztársaság – francia (hivatalos) + lingala, kongó, szuahéli, csiluba, + 238 más nyelv
- Kongói Köztársaság – francia (hivatalos) + lingala, kituba, kikongo
- Közép-afrikai Köztársaság – francia + szangó

### Kelet-Afrika
- Burundi – francia, kirundi (hivatalos) + szuahéli
- Dzsibuti – arab és francia (hivatalos) + szomali és afar
- Eritrea – nincs uralkodó nyelv, két nyelvcsalád nyelvei vannak jelen, arab, tigrinya, tigre, dahlik (sémi nyelvek), valamint afar, bedzsa, blin, szaho (kusita nyelvek) + kunama, nara, angol, amhara, olasz
- Kenya – angol és szuahéli + más törzsi nyelvek
- Ruanda – angol, francia és kinyarvanda (hivatalos)
- Seychelle-szigetek – angol, francia és seychelle-i kreol (hivatalos)
- Szomália – szomali (hivatalos), arab és angol
- Tanzánia – szuahéli (hivatalos) + angol, gudzsaráti és portugál
- Uganda – angol (hivatalos) + luganda, arab, szuahéli + más bantu nyelvek

### Észak-Afrika
- Algéria – arab (hivatalos), berber (nemzeti) + francia
- Egyiptom – arab (hivatalos) + egyiptomi arab, angol, francia
- Líbia – arab (hivatalos) + berber, olasz, angol
- Marokkó - arab (hivatalos) + berber, francia
- Mauritánia – arab, francia, hasszanija
  - Nyugat-Szahara – hasszanija, marokkói arab, spanyol
  - Szaharai Arab Demokratikus Köztársaság – arab és spanyol
- Szudán – arab és angol + törzsi nyelvek
- Tunézia – modern arab + tunéziai arab, francia és berber nyelvek

### Dél-Afrika
- Botswana – angol (hivatalos) és csvana (nemzeti)
- Comore-szigetek – arab, comorei és francia
- Dél-afrikai Köztársaság – afrikaans, angol, zulu, szotó, ndebele, xhosza, szvázi, conga, szepedi, venda
- Lesotho – angol és szotó
- Madagaszkár – francia és malgas
- Malawi – angol (hivatalos) és Csicseva (nemzeti)
- Mauritius – angol (hivatalos) és francia (adminisztratív), mauritiusi kreol, hindi, hakka, bodzspuri, tamil, urdu, marathi
- Namíbia – angol (hivatalos) + ovambó (a lakosság fele beszéli), afrikaans és német (korábbi hivatalos nyelvek), portugál (angolai emigránsok)
- Szváziföld – angol és szvázi
- Zimbabwe – angol (hivatalos), sóna, ndebele

### Nyugat-Afrika
- Benin – francia (hivatalos) + számos törzsi nyelv
- Bissau-Guinea – portugál (hivatalos), kriol + törzsi nyelvek
- Burkina Faso – francia, moszi + számos törzsi nyelv
- Elefántcsontpart – francia (hivatalos) + 60 törzsi nyelv
- Gambia – angol (hivatalos), mandinka, volof, fula  és más törzsi nyelvek
- Ghána – angol (hivatalos), akan, vale, dagbane, dangme, eve, ga, gondzsa, nzema + 70 más törzsi nyelv
- Guinea – francia, arab + fula, szuszu
- Libéria – angol + 20 törzsi nyelv
- Togo – francia + eve, mina, kabiyé
- Zöld-foki Köztársaság – portugál, zöld-foki kreol

## Amerika
- Aruba – holland és papiamentu, angol, spanyol
- Curaçao – holland és papiamentu, angol, spanyol
- Guatemala – spanyol és 23 különböző maja nyelv
- Kanada – angol (59, 3%) és francia (főleg Quebecben) (22,9%) + a többi a bevándorlók nyelvén beszél, Nunavutban az inuit nyelv is hivatalos az angol és a francia mellett
- Karibi Hollandia – holland és papiamentu, angol, spanyol
- Mexikó – spanyol (de facto államnyelv) + 62 indián nyelv (köztük a nahuatl, 1,5 millió beszélővel)
- Paraguay – spanyol és guaraní (37%)
- Sint Maarten – holland, angol, spanyol
- USA – nincs hivatalos nyelv, az angol az uralkodó nyelv, de
  - Louisiana – angol és francia (hivatalos)
  - Új-Mexikó – angol és spanyol (hivatalos)
  - Hawaii – angol és hawaii (hivatalos)

valamint
- - Amerikai Szamoa – angol és szamoai
  - Guam – angol és csamorro
  - Puerto Rico – angol és spanyol
  - Északi-Mariana-szigetek – angol, csamorro és karoliniai

## Európa
- Andorra – katalán, spanyol, francia
- Ausztria – német (hivatalos) + horvát, magyar és szlovén (regionális)
- Belgium – francia, holland és Brüsszelben még német is
- Bosznia-Hercegovina – bosnyák, szerb és horvát
- Ciprus – görög és török
- Dánia – dán + 
  - Feröer – dán és feröeri
  - Grönland – dan és grönlandi
- Egyesült Királyság:
  - Skócia – angol, skót gael (58 652 beszélő) és scots (2-3 millió)
  - Wales – angol és walesi (611 000 beszélő)
- Fehéroroszország – fehérorosz és orosz
- Finnország – finn és svéd, a svédet a lakosság 5,5%-a anyanyelvként beszéli, északon az inari számi és az északi számi is hivatalos.
- Franciaország – francia + 
  - Elzász – francia és német
  - Bretagne – francia és breton
  - Nord – francia és holland
  - Pyrénées-Atlantiques – francia és baszk
  - Pyrénées-Orientales – francia és katalán
  - Korzika – francia és korzikai
- Hollandia – holland +
  - Frízföld – holland és fríz
- Lengyelország – lengyel és kasub (regionális)
- Luxemburg – luxemburgi, francia és német
- Málta – angol és máltai
- Németország – német és fríz, szorb (regionális)
- Olaszország – olasz +
  - Szardínia – olasz és szárd
  - Trentino-Alto Adige – olasz és német
  - Valle d'Aosta – olasz és francia
- Oroszország (európai része)
  - Abházia – orosz, abház, grúz
  - Baskíria – orosz és baskír
  - Csuvasföld – orosz és csuvas
  - Tatárföld – orosz és tatár
- Románia - román és magyar (regionális)
- Spanyolország – spanyol +
  - Katalónia – katalán és spanyol
  - Baleár-szigetek – katalán és spanyol
  - Baszkföld – baszk és spanyol
  - Galicia – galiciai és spanyol
- Svájc – német (20 északkeleti kantonban), francia (7 nyugati kantonban), olasz (2 déli kantonban) és rétoromán (Graubünden kantonban), a 26 kantonból 4 hivatalosan többnyelvű, a szövetségi állam négynyelvű
- Svédország – svéd, északon a finn és a meänkieli, valamint a számi nyelvek (északi számi, lulei számi, pitei számi)

## Óceánia
- Új-Zéland – angol és maori
- Fidzsi-szigetek - angol és fidzsi
- Kiribati - gilberti
- Mashall-szigetek - angol
- Nauru - angol és naurui
- Palau - angol és palaui
- Vanuatu - francia

## Többnyelvű városok
- Ahmedábád (India) – angol • hindi • gudzsaráti
- Barcelona (Spanyolország) – katalán • spanyol
- Bengaluru (India) – angol • hindi • kannada • tamil • malajalam • telugu
- Biel (Svájc) – francia • német
- Bolzano (Olaszország) – olasz • német
- Brüsszel (Belgium) – francia • holland • német
- Cardiff (Wales) – angol • walesi
- Cebu (Fülöp-szigetek) – cebuáno, tagalog • angol
- Delhi (India) – angol • hindi • urdu • pandzsábi
- Dublin (Írország) – angol • ír
- Helsinki (Finnország) – finn • svéd
- San Francisco (USA) – angol • spanyol • kínai

## Fordítás
- Ez a szócikk részben vagy egészben  a   List of multilingual countries and regions című angol Wikipédia-szócikk ezen változatának fordításán alapul.  Az eredeti cikk szerkesztőit annak laptörténete sorolja fel. Ez a jelzés csupán a megfogalmazás eredetét és a szerzői jogokat jelzi, nem szolgál a cikkben szereplő információk forrásmegjelöléseként.